# Aloquiria
La aloquiria o aloqueiria (del griego "otro lado") es un trastorno neurológico en el cual el paciente responde a estímulos originados en un lado de su cuerpo como si hubieran sido realizados en lado opuesto. Este trastorno está asociado con transposiciones del espacio, generalmente simétricas, de estímulos de una parte del cuerpo (o del espacio) a la parte contraria.  Por ejemplo, un contacto en el brazo izquierdo sería percibido como un contacto en el brazo derecho, lo que se conoce como aloquiria somatosensorial. Si los sentidos auditivos o visuales se ven afectados (al percibir la voz de una persona, por ejemplo), se escucharán los sonidos como si vinieran del lado opuesto del que se produjeron y los objetos percibidos visualmente serán percibidos como si hubieran estuvieran en el lado opuesto. A menudo, los pacientes pueden expresar la aloquiria al dibujar copiando una imagen. Muchas veces la aloquiria se presenta con en el síndrome de inatención unilateral,que al igual que la inatención hemiespacial, surge a raíz de un daño en el lóbulo parietal derecho.
A menudo la aloquiria se confunde con alloesthesia, también conocida como falsa aloquiria. La verdadera aloquiria es un síntoma de disquiria y de inatención hemiespacial. La disquiria es un trastorno en la localización de la sensación debido a varios grados de disociación.Y causa la discapacidad en una parte provocando la incapacidad de decir qué parte del cuerpo fue tocada.

## Criterios que lo definen
Principalmente, la aloquiria se ha observado en contextos de negligencia, normalmente debido a una lesión que afecta al lóbulo parietal derecho. Los pacientes con aloquiria mantienen la sensibilidad intacta, pero el paciente no tiene claro qué lado del cuerpo se le ha tocado.
Existen diferentes definiciones de la aloquiria. Según Musser, la aloquiria es la capacidad de ubicar un estímulo sensorial en una zona específica pero remitiendo a esa zona en la parte opuesta del cuerpo. Judson Bury dice que un paciente podría referirse a una impresión en un lado correspondiente un lugar del lado opuesto. De todos modos, aunque las definiciones de diferentes autores difieren en aspectos como el tipo de estímulo aplicado o la simetría entre el lugar del estímulo y el sitio específico de su localización, todos coinciden en que un aspecto esencial de la aloquiria es la desviación de la sensación hacia el lado equivocado del cuerpo.